# Hastula hamamotoi
Hastula hamamotoi é uma espécie de gastrópode do gênero Hastula, pertencente a família Terebridae.